# 托雷德罗韦里
托雷德罗韦里（義大利語：Torre de' Roveri），是意大利贝加莫省的一个市镇。总面积2平方公里，人口2320人，人口密度1160.0人/平方公里（2009年）。国家统计（ISTAT）代码为016216。